# آنت پوتزش
آنت پوتزش (انگلیسی: Anett Pötzsch؛ زادهٔ ۳ سپتامبر ۱۹۶۰) اسکیت‌باز نمایشی اهل آلمان بود.